# I love Vienna
I love Vienna ist ein österreichischer Film aus dem Jahr 1991, der mit den Mitteln und Formen der Gesellschaftskomödie das Aufeinanderprallen unterschiedlicher Kulturen und Wertvorstellungen thematisiert.

## Handlung
Ali Mohammed, ein Deutschlehrer aus dem Iran und gläubiger Muslim, kommt mit seiner jüngeren Schwester Marjam und seinem 15-jährigen Sohn mit dem Zug im winterlichen Wien an. Mit dieser Reise erfüllt er sich einen langgehegten Jugendtraum: endlich die Stadt zu sehen, die er aus den Sissi-Filmen mit Romy Schneider gut zu kennen glaubt. Mohammed hat den fixen Entschluss gefasst, Wien nicht als Tourist zu besuchen, sondern sich hier für längere Zeit, vielleicht einige Jahre, vielleicht für immer, niederzulassen. Aber schon bei der Ankunft am Südbahnhof bietet sich ihm ein völlig anderes Bild als das erwartete: Schmutz, alkoholisierte Obdachlose, Lärm, Verkehrschaos auf den Straßen.
Mohammeds Neffe lebt in Wien. Zusammen mit einem Freund, dem polnischen Asylwerber Karol Karnovski (Arthur Gawryluk), holt er Mohammed und dessen Familie in einem etwas klapprigen Renault 4 vom Bahnhof ab und bringt ihn in eine Hotel-Pension im zweiten Bezirk, in die Nähe des Pratersterns, die – zwei Jahre nach dem Fall des Eisernen Vorhangs – vorwiegend mit rumänischen Asylbewerbern belegt ist. Mohammed und Marianne Swoboda, die Wirtin des Hotels, verlieben sich ineinander, es entwickelt sich eine Beziehung zwischen den beiden. Als Mohammed jedoch erfährt, dass Marianne in Wahrheit mit dem Chef des Hotels, Rudolf Swoboda verheiratet ist, überwirft er sich mit Marianne.
Auch seine Bemühungen um eine längerfristige Aufenthaltsgenehmigung in Österreich zermürben Mohammed: sein überfordert wirkender Rechtsbeistand rät zu „gezielten Lügen“, um den nötigen Aufenthaltstitel zu erlangen. Mohammed beginnt daran zu zweifeln, ob Wien tatsächlich seine Traumstadt ist. So denkt er an eine Weiterreise in die USA nach. Aber auch ein Visum in die USA ist für iranische Staatsangehörige nicht so leicht zu erlangen. Darüber hinaus beginnt seine durch seine traditionellen Wertvorstellungen geordnete Welt zunehmend auseinanderzubrechen: seine jüngere Schwester, für die er sich wie ein Vater fühlt, verliebt sich in Karol. Obwohl er lautstark gegen diese Verbindung protestiert, muss Mohammed schließlich akzeptieren, dass Marjam, auch ohne verheiratet zu sein, mit ihrem Partner zusammenleben will. Schließlich gerät auch noch sein Sohn in „schlechte Gesellschaft“ und Mohammed muss ihn vom Polizeirevier abholen.
Als Mohammed eine akute Blinddarmentzündung erleidet, was einen für ihn kaum finanzierbaren Spitalsaufenthalt bedeutet, springt die inzwischen geschiedene Marianne ein. Auf diese Weise kommen die beiden am Ende des Films wieder zusammen und versuchen erneut eine Beziehung. Ob Mohammed in Wien bleibt oder in die USA weiterreist, bleibt offen.